# الحرب العالمية الثانية في يوغوسلافيا
الحرب العالمية الثانية في يوغوسلافيا أو المسرح اليوغوسلافي في الحرب العالمية الثانية، ويشار إليها في يوغوسلافيا باسم حرب التحرير الشعبية، هي العمليات العسكرية التي نُفذت في الحرب العالمية الثانية وقد بدأت في 6 أبريل 1941 حين غزت قوات المحور مملكة يوغوسلافيا بسرعة وقُسمت الأراضي بين ألمانيا و‌إيطاليا و‌المجر و‌بلغاريا وأنظمة عميلة. وبالتالي، نشبت حرب عصابات لأجل تحرير الأراضي من قوى المحور المحتلة وأنظمتهم الدمية - من ضمنهم دولة كرواتيا المستقلة و‌حكومة الإنقاذ الوطني الصربية - وقادها بارتيزان يوغوسلاف بقيادة الجمهوريين الشيوعيين. بالتزامن مع ذلك، نشبت حرب أهلية متعددة الجوانب بين البارتيزان الشيوعيين اليوغوسلاف و‌تشيكنيس الملكيين الصرب و‌أوستاشي الفاشيين الكروات و‌الحرس الوطني وكذلك قوات الحرس الوطني السلوفيني.
البارتيزان وتشيكنيس قاومتا الاحتلال في البداية. ولكن، بعد 1941، تعاونت وتشيكنيس بمنهجية وعلى نطاق واسع مع القوات الإيطالية المحتلة حتى الاستسلام الإيطالي، وفي هذا الشأن أيضًا مع الألمان وقوات الأوستاشي. شنت قوى المحور سلسلة هجمات كان المراد منها تدمير البارتيزان، وأصبحوا قريبين من ذلك في شتاء و‌ربيع سنة 1943.
برغم النكسات، إلا أن البارتيزان بقوا قوة قتالية معقولة وحصلوا على الاعتراف من الحلفاء الغربيين و‌وضعوا حجر الأساس لدولة يوغوسلافيا ما بعد الحرب. مع دعم الحلفاء في التخطيط والتنفيذ وقوة الطيران و‌القوات السوفيتية البرية في هجوم بلغراد، تمكن البارتيزان من السيطرة على الدولة بأكملها وعلى المناطق الحدودية مع إيطاليا (ترييستي) والنمسا (كيرنتن).
خسائر الحرب كانت ضخمة. عدد ضحايا الحرب لا زال مُختلَف عليه، ولكن عمومًا المتفق عليه هو على الأقل مليون نسمة. ضحايا المدنيين تضمنوا أغلبية السكان اليهود، وأغلبهم ماتوا المعتقلات و‌معسكرات الإبادة (مثل يسنوفتش و‌بانجيتشا) والتي أدارتها الأنظمة العميلة.
نظام الأوستاشي الكرواتي ارتكب مذابحًا ضد الصرب و‌اليهود و‌الغجر و‌الكروات المعارضين للفاشية. التشيكنيس الصرب تابعوا المذابح ضد البوشناق المسلمين والكروات والصرب المتحالفين مع البارتيزان، وواصلت سلطات الاحتلال الإيطالي العنف ضد السلوفينيين والكروات. نفذت الفيرماخت إعدامات جماعية للمدنيين الذين لهم علاقة بالمقاومة مثل مجزرة كراغوييفاتس. ذبحت القوات المجرية المدنيين (معظمهم صرب ويهود) أثناء غارة كبيرة على باتشكا الجنوبية تحت ذريعة أنشطة المقاومة.
أخيرًا، أثناء وبعد المراحل الأخيرة من الحرب، نفذت السلطات اليوغوسلافية وقوات البارتيزان أعمالاً انتقامية، من ضمنها طرد السكان شوابيو الدانوب ومسيرات قسرية وإعدامات للآلاف من الأسرى المتعاونين ومدنيين فارين (عودة بليبرغ) وأعمال وحشية ضد السكان الطليان في إستريا (مجازر فويب) و‌تطهير ضد الصرب و‌المجريين والألمان المرتبطين بالقوات الفاشية.

## خلفية
قبل اندلاع الحرب، حاولت حكومة ميلان ستويادينوفيتش (1935-1939) التنقل بين دول المحور والقوى الإمبريالية من خلال السعي للحصول على وضع محايد وتوقيع معاهدة عدم اعتداء مع إيطاليا وتوسيع معاهدة الصداقة مع فرنسا. في الوقت نفسه، زعزعت التوترات الداخلية البلاد، إذ طالب القادة الكرواتيون بمستوى أكبر من الحكم الذاتي. أقال الأمير بول ستويادينوفيتش عام 1939 وحل محله دراغيشا تسفيتكوفيتش، الذي تفاوض على حل وسط مع الزعيم الكرواتي فلادكو ماتشيك عام 1939، ما أدى إلى تشكيل بانوفينا الكرواتية.
ومع ذلك، وبدلاً من الحد من التوترات، عززت الاتفاقية فقط أزمة الحكم في البلاد. لم تكن المجموعات من كلا جانبي الطيف السياسي راضية؛ فقد سعى أوستاشي الموالي للفاشية إلى استقلال كرواتيا المتحالفة مع المحور، وفضلت الدوائر العامة والعسكرية الصربية التحالف مع إمبراطوريات أوروبا الغربية، في حين رأى الحزب الشيوعي اليوغوسلافي المحظور آنذاك الاتحاد السوفياتي حليفًا طبيعيًا.
بعد سقوط فرنسا في يد ألمانيا النازية في مايو 1940، كانت بريطانيا القوة الوحيدة في حالة صراع مع ألمانيا وإيطاليا (من 10 يونيو 1941)، ولم ير ولي يوغوسلافيا الأمير بول وحكومته أي وسيلة لإنقاذ مملكة يوغوسلافيا باستثناء تبني سياسات التوافق مع قوى المحور. على الرغم من أن أدولف هتلر الألماني لم يكن مهتمًا بشكل خاص بإنشاء جبهة أخرى في البلقان، وظلت يوغوسلافيا نفسها في سلام خلال السنة الأولى من الحرب، إلا أن إيطاليا بقيادة بينيتو موسوليني غزت ألبانيا في أبريل 1939 وأطلقت الحرب الإيطالية اليونانية التي كانت فاشلة إلى حد ما. في أكتوبر 1940. نتج عن هذه الأحداث عزلة يوغوسلافيا الجغرافية عن دعم الحلفاء المحتمل. حاولت الحكومة التفاوض مع المحور بشأن التعاون بأقل قدر ممكن من التنازلات، بينما كانت تحاول إجراء مفاوضات سرية مع الحلفاء والاتحاد السوفيتي، لكن هذه التحركات فشلت في إبقاء البلاد خارج الحرب. لم تذهب مهمة سرية إلى الولايات المتحدة، بقيادة الكابتن الصربي اليهودي المؤثر ديفيد ألبالا بهدف الحصول على تمويل لشراء أسلحة للغزو المتوقع، إلى أي مكان، بينما طرد جوزيف ستالين السفير اليوغوسلافي ميلان جافريلوفيتش من الاتحاد السوفيتي بعد شهر واحد فقط من موافقته على معاهدة صداقة مع يوغوسلافيا (قبل 22 يونيو 1941، التزمت ألمانيا النازية وروسيا السوفيتية باتفاقية عدم اعتداء وقعها الطرفان في أغسطس 1939 وفي خريف عام 1940، كانت ألمانيا والاتحاد السوفيتي يجريان محادثات بشأن انضمام الاتحاد السوفيتي المحتمل إلى الميثاق الثلاثي).

## 1941
بعد أن سقطت بشكل مطرد في مدار المحور خلال عام 1940 بعد أحداث مثل جائزة فيينا الثانية، اتبعت يوغوسلافيا بلغاريا وانضمت رسميًا إلى الاتفاق الثلاثي في 25 مارس 1941. شن كبار ضباط القوات الجوية الصربية المعارضين لهذه الخطوة انقلابًا واستولوا على السلطة في الأيام التالية. نظرت برلين إلى هذه الأحداث بجزع، وبينما كانت ألمانيا تستعد لمساعدة حليفها الإيطالي في حربها ضد اليونان على أي حال، تعدلَّت الخطط لتشمل يوغوسلافيا أيضًا.

### الغزو
في 6 أبريل 1941، غُزيت مملكة يوغوسلافيا من جميع الجهات من قبل ألمانيا وإيطاليا وحليفتهم هنغاريا. خلال الغزو، قُصفت بلغراد من قبل القوات الجوية الألمانية. استمر الغزو أكثر من عشرة أيام بقليل، وانتهى بالاستسلام غير المشروط للجيش اليوغوسلافي الملكي في 17 أبريل. إلى جانب كونه غير مجهز بشكل فاضح عند مقارنته بالجيش الألماني، حاول الجيش اليوغوسلافي الدفاع عن جميع الحدود ولكنه تمكن فقط من نشر الموارد المحدودة المتاحة. أيضًا، رفضت أعداد كبيرة من السكان القتال، وبدلاً من ذلك رحبت بالألمان بصفتهم محررين من اضطهاد الحكومة. ومع ذلك، نظرًا لأن هذا يعني أن كل مجموعة عرقية فردية ستتحول إلى حركات معارضة للوحدة التي روجت لها الدولة السلافية الجنوبية، ظهر مفهومان مختلفان للمقاومة، الملكيات شيتنيك، والأنصار الشيوعيون
لم تكن مجموعتان من المجموعات الوطنية المكونة الرئيسية، السلوفينية والكرواتية، على استعداد للقتال في الدفاع عن دولة يوغوسلافية مع استمرار الملكية الصربية. كانت المعارضة الفعالة الوحيدة للغزو من وحدات بالكامل من صربيا نفسها. اتحدت هيئة الأركان العامة الصربية بشأن مسألة يوغوسلافيا باعتبارها صربيا الكبرى التي تحكمها صربيا بطريقة أو بأخرى. عشية الغزو، كان هناك 165 جنرالًا على القائمة اليوغوسلافية النشطة. وكان جميع هؤلاء من الصرب باستثناء أربعة.
كانت شروط الاستسلام قاسية جدًا، إذ شرع المحور في تفكيك يوغوسلافيا. ضمت ألمانيا شمال سلوفينيا، مع احتفاظها بالاحتلال المباشر لدولة صربية رديفة، والاحتفاظ بالتأثير الكبير على دولتها التابعة التي أنشِئت حديثًا، دولة كرواتيا المستقلة، والتي امتدت على جزء كبير من كرواتيا الحديثة واحتوت كل البوسنة والهرسك الحديثة. اكتسبت إيطاليا في عهد موسوليني ما تبقى من سلوفينيا وكوسوفو والمناطق الساحلية والداخلية من الساحل الكرواتي وأجزاء كبيرة من منطقة دالماتيا الساحلية (جنبًا إلى جنب مع جميع جزر البحر الأدرياتيكي وخليج كوتور تقريبًا). سيطرت أيضًا على محافظة الجبل الأسود الإيطالية، ومُنحت الملكية في دولة كرواتيا المستقلة، على الرغم من أنها لم تمارس سوى القليل من السلطة الحقيقية داخلها؛ وعلى الرغم من أنها حافظت (إلى جانب ألمانيا) على منطقة نفوذ فعلية داخل حدود دولة كرواتيا المستقلة. أرسلت هنغاريا الجيش الثالث المجري لاحتلال فويفودينا شمال صربيا، وبعد ذلك ضمت بالقوة أقسامًا من بارانيا وباشكا وميشيموري وبريكموري.
دخل الجيش البلغاري في 19 أبريل 1941، محتلاً تقريبًا كل ما يُعرف اليوم بمقدونيا الشمالية وبعض مناطق شرق صربيا التي ضمتها بلغاريا مع الغرب اليوناني تراقيا ومقدونيا الشرقية (مقاطعة بحر إيجه) في 14 مايو.
لم يُعترف بالحكومة في المنفى إلا من قبل قوات الحلفاء. كان المحور قد اعترف بالاستحواذ على الأراضي التابعة للدول المتحالفة معه.

### المقاومة المبكرة
منذ البداية، تألفت قوات المقاومة اليوغوسلافية من فصيلين: الحزبيون، وهي حركة يقودها الشيوعيون تنشر التسامح اليوغوسلافي (الأخوة والوحدة) وتضم العناصر الجمهورية واليسارية والليبرالية في السياسة اليوغوسلافية، من جهة، والشيتنيك، وهي قوة ملكية وقومية محافظة، تتمتع بدعم حصري تقريبًا من السكان الصرب في يوغوسلافيا المحتلة، من ناحية أخرى. منذ البداية وحتى عام 1943، حظي الشيتنيك، الذين قاتلوا باسم حكومة الملك بيتر الثاني اليوغوسلافية في المنفى ومقرها لندن، بالاعتراف والدعم من الحلفاء الغربيين، في حين كان الحزبيون مدعومين من قبل الاتحاد السوفيتي .
في البداية، كانت القوات الحزبية صغيرة نسبيًا، وسيئة التسليح، ودون أي بنية تحتية. لكن كان لديهم ميزتان رئيسيتان على التشكيلات العسكرية وشبه العسكرية الأخرى في يوغوسلافيا السابقة؛ الأولى والأكثر حتمية كانت وجود كادر صغير ولكنه ذو قيمة من قدامى المحاربين الإسبان في الحرب الأهلية. على عكس بعض التشكيلات العسكرية وشبه العسكرية الأخرى، كان لهؤلاء المحاربين القدامى خبرة في حرب حديثة خاضوها في ظروف مشابهة تمامًا لتلك الموجودة في يوغوسلافيا الحرب العالمية الثانية. في سلوفينيا، استعان الحزبيون بالمثل بأعضاء المنظمة الثورية لجوليان مارس ذوي الخبرة لتدريب القوات.

### استشهادات
1. ↑  Mitrovski 1971، صفحة 211.
2. ↑  Tomasevich 2001، صفحة 255.
3. ↑  Jelić Butić 1977، صفحة 270.
4. ↑  Colić 1977، صفحات 61-79.
5. ↑  Tomasevich 2001، صفحة 183.
6. ↑  Mitrovski & 1971 49.
7. ↑  Tomasevich 2001، صفحة 167.
8. ↑  Tomasevich 2001، صفحة 771.
9. ↑  Microcopy No. T314, roll 566, frames 778 – 785
10. ↑  Borković، صفحة 9.
11. ↑  Zbornik dokumenata Vojnoistorijskog instituta: tom XII – Dokumenti jedinica, komandi i ustanova nemačkog Rajha – knjiga 3, p.619
12. ↑  Perica 2004، صفحة 96.
13. ↑  مارتن سورج (1986). The Other Price of Hitler's War: German Military and Civilian Losses Resulting from World War II (بالإنجليزية). Greenwood Publishing Group. pp. 62–63. ISBN:978-0-313-25293-8. Archived from the original on 2016-04-14.
14. ↑  Geiger 2011، صفحات 743-744.
15. ↑  Geiger 2011، صفحات 701.
16. ↑  A'Barrow 2016.
17. ↑  Žerjavić 1993.
18. ↑  Mestrovic 2013، صفحة 129.
19. ↑  Tomasevich 2001، صفحة 226.
20. ↑  Ramet 2006، صفحة 147.
21. ↑  Tomasevich 2011، صفحة 308.
22. 1 2  Ramet 2006، صفحات 145-155.
23. ↑  Tomasevich 1975، صفحة 246.
24. ↑  Trbovich 2008، صفحات 131–132.
25. ↑  Gorodetsky 2002، صفحة 130–.
26. ↑  Roberts 1973، صفحة 26.
27. ↑  Shaw 1973، صفحة 89.
28. ↑  Thomas & Mikulan 1995، صفحة [بحاجة لرقم الصفحة].
29. ↑  Talmon 1998، صفحة 294.
30. ↑  Tomasevich 2001، صفحة 419.

### كتب
- A'Barrow, Stephen R. (2016). Death of a Nation: A New History of Germany (بالإنجليزية). Book Guild Publishing. ISBN:9781910508817. Archived from the original on 2022-04-07.
- Army War College (1994). Parameters: Journal of the US Army War College (بالإنجليزية). p. 116. Archived from the original on 2022-04-07.
- آر إتش بيلي (1980). Partisans and Guerrillas. World War II (بالإنجليزية). تشيكاغو: Time-Life Books. Vol. 12.
- Borković, Milan. Kontrarevolucija u Srbiji – Kvislinška uprava 1941–1944 (بصربو-كرواتية).{{استشهاد بكتاب}}:  صيانة الاستشهاد: لغة غير مدعومة (link)
- بي سيغليتش; دي سافيتش (2007). Dornier Do 17 The Yugoslav story, Operational Record 1937–1947 (بالإنجليزية). بلغراد: Jeroplan. ISBN:978-86-909727-0-8.
- Cohen, Philip J.; Riesman, David (1996). Serbia's Secret War: Propaganda and the Deceit of History (بالإنجليزية). Texas A&M University Press. ISBN:0-89096-760-1.
- Colić, Mladenko (1977). Kolaboracionističke oružane formacije u Jugoslaviji 1941–1945. godine: Oslobodilačka borba naroda Jugoslavije kao opštenarodni rat i socijalistička revolucija (بصربو-كرواتية). Vol. 2.{{استشهاد بكتاب}}:  صيانة الاستشهاد: لغة غير مدعومة (link)
- Davidson, Basil. Partisan Picture\ (بالإنجليزية). Archived from the original on 2020-07-26.
- Deakin, Frederick William (1971). The embattled mountain (بالإنجليزية). أكسفورد: دار نشر جامعة أكسفورد.
- Đilas، Milovan (1977). Wartime. نيويورك: Harcourt Brace Jovanovich. ISBN:0-15-694712-9.
- Geiger, Vladimir (2011). Ljudski gubici Hrvatske u Drugom svjetskom ratu koje su prouzročili "okupatori i njihovi pomagači"; Brojidbeni pokazatelji (procjene, izračuni, popisi) (بصربو-كرواتية).{{استشهاد بكتاب}}:  صيانة الاستشهاد: لغة غير مدعومة (link)
- Hehn, Paul N. (1979). The German Struggle Against Yugoslav Guerrillas in World War II: German Counter-Insurgency in Yugoslavia, 1941-1943 (بالإنجليزية). East European Quarterly. ISBN:978-0-914710-48-6. Archived from the original on 2017-02-16.
- Higgins, Trumbull (1966). Hitler and Russia (بالإنجليزية). The Macmillan Company.
- Jelić Butić, Fikreta (1977). Ustaše i NDH (بالإنجليزية).
- Matjaž Klemenčič; Mitja Žagar (2004). "Histories of the Individual Yugoslav Nations". The former Yugoslavia's diverse peoples: a reference sourcebook (بالإنجليزية). ABC-CLIO. pp. 167–168. Archived from the original on 2020-11-15.
- Lampe, John R. Yugoslavia as History: Twice There Was a Country (بالإنجليزية). p. 198. Archived from the original on 2016-06-03.
- Lekovic, Miso (1985). Martovski pregovori 1943 (بالإنجليزية).
- Lemkin, Raphael (2008). Axis Rule in Occupied Europe: Laws of Occupation, Analysis of Government, Proposals for Redress (بالإنجليزية). مقدمات من سامانثا باور ووليام ششاباس (الثانية ed.). كلارك، نيوجيرسي: The Lawbook Exchange, Ltd. pp. 241–264. ISBN:1-58477-901-2.
- Mamula, Branko (1985). "The National Liberation War in Yugoslavia, 1941–1945". The Journal of the Royal United Services Institute (بالإنجليزية). 130 (4): 52–56.
- Maclean, Fitzroy (1949). Eastern Approaches (بالإنجليزية). Penguin Group. Archived from the original on 2017-02-16.
- Mestrovic, Stjepan (2013). Genocide After Emotion: The Post-Emotional Balkan War (بالإنجليزية). Routledge. ISBN:9781136163494. Archived from the original on 2022-04-07.
- Mitrovski, Boro; Glišić, Venceslav; Ristovski, Tomo (1971). Bugarska vojska u Jugoslaviji 1941–1945 (بالسلوفينية). Međunarodna politika.
- دي مارتن (1946). Ally Betrayed: The Uncensored Story of Tito and Mihailovich (بالإنجليزية). نيويورك: برنتيس هول. ISBN:1258516616. Archived from the original on 2022-04-07.
- Overmans, Rüdiger (2000). Deutsche militärische Verluste im Zweiten Weltkrieg (بالإنجليزية). ميونيخ: Oldenbourg. ISBN:3-486-56531-1. Archived from the original on 2017-02-16.
- Pavličević, Dragutin (2007). Povijest Hrvatske (بالإنجليزية). Naklada Pavičić. ISBN:978-953-6308-71-2.
- Pavlowitch, Stevan K. (2008). Hitler's New Disorder: The Second World War in Yugoslavia (بالإنجليزية). Columbia University Press. ISBN:978-0-231-70050-4. Archived from the original on 2020-11-15.
- Paris, Edmond (1988). Convert-- or die!: Catholic persecution in Yugoslavia during World War II (بالإنجليزية). Chick Publications. Archived from the original on 2017-02-16.
- Perica, Vjekoslav (2004). Balkan Idols: Religion and Nationalism in Yugoslav States (بالإنجليزية). دار نشر جامعة أكسفورد. ISBN:0-19-517429-1.
- Ramet, Sabrina (2006). The Three Yugoslavias: State-Building and Legitimation, 1918–2005 (بالإنجليزية). نيويورك: Indiana University Press. ISBN:0-253-34656-8. Archived from the original on 2016-05-02. Retrieved 2011-06-02.
- Roberts, Walter R. (1973). Tito, Mihailović, and the Allies, 1941-1945 (بالإنجليزية). Rutgers University Press. ISBN:978-0-8135-0740-8. Archived from the original on 2020-08-04.
- Shaw, L. (1973). Trial by Slander: A background to the Independent State of Croatia (بالإنجليزية). كانبيرا: Harp Books. ISBN:0-909432-00-7.
- Talmon, Stefan (1998). Recognition of governments in international law: with particular reference to governments in exile (بالإنجليزية). دار نشر جامعة أكسفورد. ISBN:0-19-826573-5.
- Timofejev, Alexej J (2011). Rusija i Drugi svetski rat u Jugoslaviji (بصربو-كرواتية). بلغراد. Archived from the original on 2020-09-30.{{استشهاد بكتاب}}:  صيانة الاستشهاد: لغة غير مدعومة (link) صيانة الاستشهاد: مكان بدون ناشر (link)
- Trbovich, Ana S. (2008). A Legal Geography of Yugoslavia's Disintegration (بالإنجليزية). دار نشر جامعة أكسفورد. ISBN:978-0-19-533343-5. Archived from the original on 2020-10-15.
- Thomas, Nigel; Mikulan, Krunoslav (1995). Axis Forces in Yugoslavia 1941–45. Men-at-Arms (بالإنجليزية). رسمه داركو بافلوفيتش. لندن: Osprey. Vol. 282. ISBN:1-85532-473-3. Archived from the original on 2014-12-29.
- Thomas, Nigel; Abbot, Peter; Chappell, M (2000). Partisan Warfare 1941–45 (بالإنجليزية). لندن: Osprey. ISBN:0-85045-513-8.
- Tomasevich, Jozo (1975). The Chetniks (بالإنجليزية). Stanford University Press. ISBN:0804708576.
- Tomasevich, Jozo (2001). War and Revolution in Yugoslavia: 1941–1945 (بالإنجليزية). Stanford University Press. ISBN:0804779244.
- Vucinich, Wayne S.; Tomasevich, Jozo; McClellan, Woodford; Auty, Phyllis; Macesich, George; Zaninovich, M. George; Halpern, Joel M. (1969). Vucinich, Wayne S. (ed.). Contemporary Yugoslavia: Twenty Years of Socialist Experiment (بالإنجليزية). University of California Press. ISBN:9780520015364. LCCN:69-16512. OCLC:47922.
- Vukcevich, Bosko S. (1990). Diverse forces in Yugoslavia: 1941-1945 (بالإنجليزية). Authors Unlimited. ISBN:978-1-55666-053-5. Archived from the original on 2020-08-04.
- Žerjavić, Vladimir. Yugoslavia: Manipulations with the Number of Second World War Victims (بالإنجليزية). Croatian Information Centre. ISBN:0-919817-32-7. Archived from the original on 2019-09-04.